# N410 (België)
De N410 is een gewestweg in België tussen Maldegem (N49) en de Nederlandse grens bij de Nederlandse plaats Eede, waar de weg over gaat in de N251. De weg heeft een lengte van ongeveer 2 kilometer en heeft twee rijstroken voor beide rijrichtingen samen.

## N410a
De N410a is een verbindingsweg in Maldegem tussen de N410/N49 en de N9. De route gaat dwars door de plaats Maldegem heen en heeft een lengte van ongeveer 2,1 kilometer. De route verloopt via de Noordstraat en de Stationsstraat.